# TZAAR
TZAAR est un jeu de stratégie combinatoire abstrait de Kris Burm sorti en 2007.